# ヒッコリー・クロウダッズ
ヒッコリー・クロウダッズ（Hickory Crawdads）は、アメリカ合衆国ノースカロライナ州ヒッコリーに本拠地をおくマイナーリーグ（MiLB）の野球チームである。テキサス・レンジャーズ傘下で、A級カロライナ・リーグに所属している。

## 概要
1993年に創設し、A級のサウス・アトランティックリーグに所属。当初はシカゴ・ホワイトソックス傘下であった。
1999年にピッツバーグ・パイレーツと提携。
2002年にリーグ初優勝を果たした。
2009年よりテキサス・レンジャーズの傘下となった。
2020年シーズンオフのマイナーリーグ再編に伴い、2021年からはハイAイースト所属となった。2022年からは再びA+級サウス・アトランティックリーグ所属となった。
2025年より、所属リーグがA級カロライナ・リーグに変更となった。
チームのマスコットは「コンラッド・ザ・クロウダッド」。クロウダッドは「ザリガニ」の意。

## 主な出身選手
- マグリオ・オルドニェス (1993 - 1994)
- カルロス・リー (1995 - 1996)
- アーロン・ローワンド (1998)
- ルイス・トーレス (1999 - 2000)
- ジョー・ベイメル (1999)
- クリス・ヤング (投手) (2001 - 2002)
- ネイト・マクラウス (2001)
- ホセ・バティスタ (外野手) (2002)
- ナイジャー・モーガン (2004)
- ザック・デューク (2003 - 2004)
- ニール・ウォーカー (2005)
- アンドリュー・マカッチェン (2006)
- ルーク・ジャクソン (2011 - 2012)
- ジュリクソン・プロファー (2011, 2015)
- ルーグネッド・オドーア (2012)
- ノマー・マザラ (2013 - 2014)
- ジョーイ・ギャロ (2013)